# Cleidogona bacillipus
Cleidogona bacillipus är en mångfotingart som först beskrevs av Chamberlin och Stanley B. Mulaik 1941.  Cleidogona bacillipus ingår i släktet Cleidogona och familjen Cleidogonidae. Inga underarter finns listade i Catalogue of Life.